# Schwarzer Kies
Schwarzer Kies ist ein deutsches Filmdrama des Regisseurs Helmut Käutner. Der Schwarzweißfilm wurde am 13. April 1961 im EM-Theater in Stuttgart uraufgeführt.

## Handlung
In der Nähe des kleinen Dorfes Sohnen im Hunsrück wird eine Militärflugbasis für mehrere Tausend amerikanische Soldaten errichtet. Die Einheimischen beäugen sie zwar misstrauisch, erkennen jedoch ihr wirtschaftliches Potenzial. So verdienen zahlreiche Personen an den Amerikanern: als Betreiber von Bars – die ehemals Scheunen waren, als Prostituierte, als Bauunternehmer der Flugbasis.
Robert Neidhardt, ein Fuhrunternehmer, möchte ebenfalls Geld verdienen. Deshalb schreckt er auch vor dem lukrativen Schwarzhandel nicht zurück. Auf der Flugplatzbaustelle bestätigt ihm der Aufseher Otto Krahne, dass er Kies geliefert, obwohl er die Ladung anderweitig verkauft hat.
Als Robert einem amerikanischen Offizier helfen will, dessen Auto auf der Landstraße stehengeblieben ist, stellt er fest, dass dieser mit seiner ehemaligen Geliebten Inge verheiratet ist. Diese will zunächst nichts mit ihm zu tun haben, aber Robert bleibt hartnäckig. Zudem weiß er, dass Inges Hund auf der Baustelle getötet wurde und gibt der Nichtsahnenden vor, Informationen über sein Verschwinden zu besitzen. Sie treffen sich auf Roberts privatem Grundstück außerhalb des Dorfes, von dem sonst niemand weiß.
Die Polizei plant eine Razzia gegen die Schieber. Inge warnt Robert vor und steigt zu ihm in den Kipper. Robert will die kompromittierende Ladung Kies im Wald abladen, wobei er einen Verkehrsunfall verursacht. Dabei kommt das mit ihm befreundete Paar Bill Rodgers und seine (seit kurzer Zeit) Verlobte Anni, eine Ostdeutsche auf Besuch, ums Leben. Robert versteckt die beiden Leichen auf der Baustelle und kippt die Ladung Kies darüber. Inge rät ihm, sich der Polizei zu stellen, doch der will sie nicht in schwer zu erklärende Verlegenheiten bringen.
Die CIA, vornehmlich in Person des deutschstämmigen Ermittlers Moeller, untersucht den Vorfall, kommt aber zu dem Ergebnis, das verschwundene Paar habe sich in die DDR abgesetzt. Inge gesteht ihrem Mann, dass sie sich mit ihrem ehemaligen Geliebten traf, dass dieser Bill und Anni überrollte und die Leichen auf die Flughafenbaustelle brachte. Ihrem Mann ist das egal, denn seine Baustelle war gerade von Inspektoren der US-Luftwaffe untersucht worden und er will sich nicht noch weiteren, planverzögernden Ärger aufladen.
Der käufliche Aufseher Krahne wird von der Polizei verhaftet. Robert will über die Grenze nach Luxemburg fliehen und Inge bittet ihn inständig, sie mitzunehmen. Er will dies ihretwillen nicht tun und fährt mit seinem Kipper los. Inge versucht auf das Fahrzeug aufzuspringen und kommt dabei zu Tode. Robert legt seine Geliebte auf der Baustelle ab und kippt – wie zuvor – Kies darüber. Als der Kies beginnt den Abhang herunterzurinnen, springt Robert zu Inge hinunter und wird mit ihr begraben.

## Entstehungsgeschichte

### Vorproduktion und Drehbuch
Nach dem musikalischen Kostümfilm Das Glas Wasser (1960) plante Regisseur Helmut Käutner, mit seinem neuen Filmprojekt „eine Scheibe Leben“ der bundesdeutschen Gegenwart zu präsentieren. Nach eigenen Aussagen hatte er sich vorgenommen, darin „alle deutschen Tabus zu durchstoßen“, „hart und direkt, mit erotischen und brutalen Realitäten“. Entsprechend trug das gemeinsam mit Herstellungsleiter Walter Ulbrich verfasste Drehbuch zunächst den reißerischen Titel Haut auf Haut. Erst später entschied man sich für den Titel Kies, der dann wiederum in den endgültigen Filmtitel Schwarzer Kies geändert wurde.

### Produktion
Die Dreharbeiten fanden vom 3. Oktober bis 20. Dezember 1960 statt. Als Kulisse für das fiktive Dorf Sohnen diente der Ort Lautzenhausen. Die Flugplatz-Aufnahmen drehte man auf dem Gelände der damaligen Hahn Air Base. Da einige Einstellungen einer Pistenbaustelle benötigt wurden, eine solche aber nicht am Flughafen Hahn vorhanden war, nahm man eine Autobahnbaustelle nahe der Ramstein Air Base her. Die Innenaufnahmen entstanden im Ufa-Atelier in Berlin-Tempelhof. Für das Szenenbild war der Filmarchitekt Gabriel Pellon verantwortlich. Die Regieassistenz übernahm Helmut Käutners Ehefrau Erica Balqué.
Schwarzer Kies war die letzte von mehreren Eigenproduktionen, die zwischen 1958 und 1961 von der inzwischen privatisierten Universum-Film AG mit Sitz in West-Berlin hergestellt wurden.

### Musik

Label der Single Fräulein Schmidt, 1961

Die Filmmusik stammt aus der Feder von Bernhard Eichhorn, der auch den im Film zu hörenden Dixieland-Schlager Fräulein Schmidt (Text: Helmut Käutner) komponierte. Der von Billy Sanders und dem Roy-Etzel-Sextett interpretierte Titel erschien 1961 auf einer Single des Labels Telefunken und wurde 2001 auf CD wiederveröffentlicht.

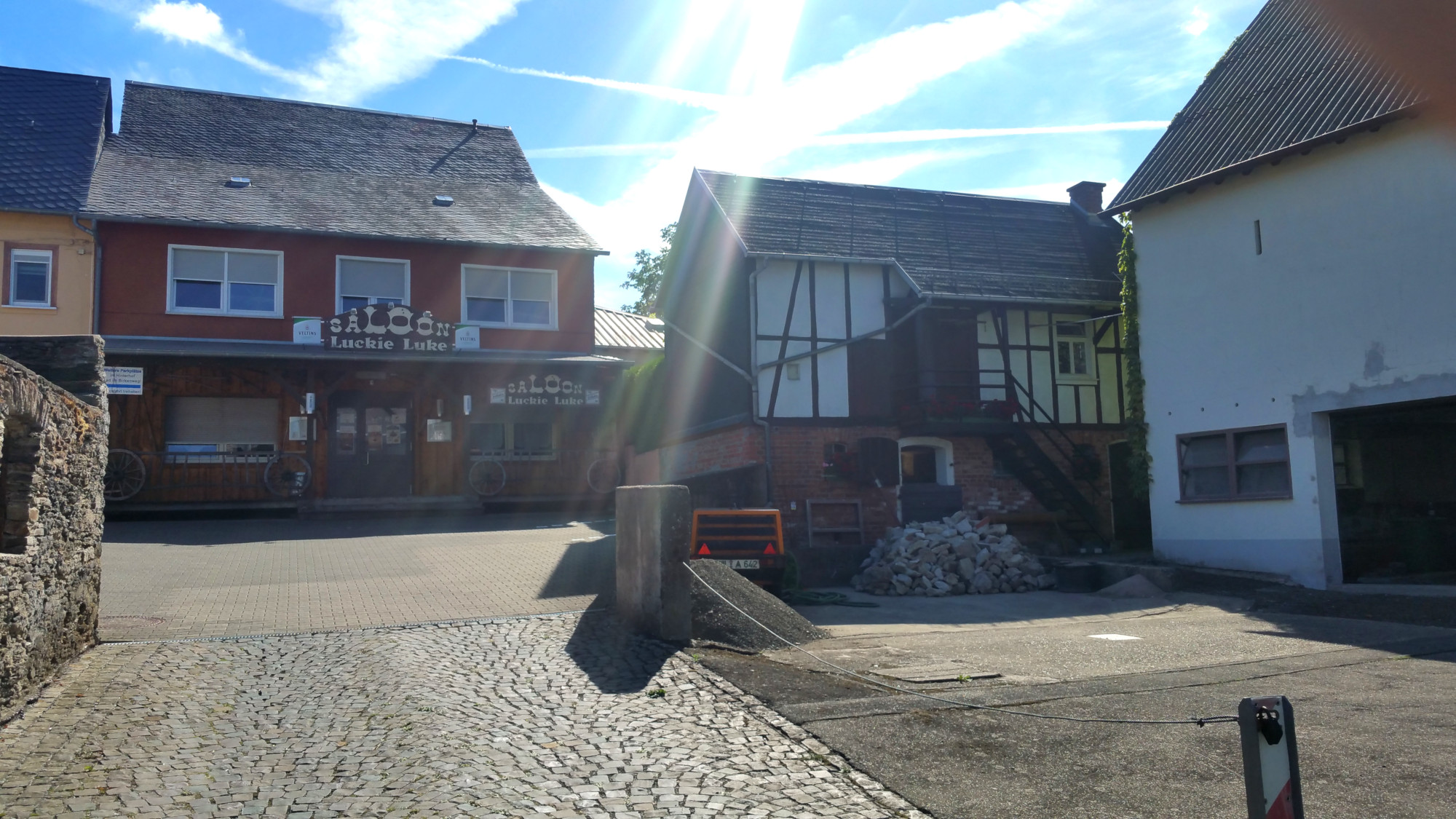
Der Drehort („Bar Atlantic“) heute (2018)

### Trivia
- Der im Film gezeigte Lastkraftwagen des Hauptdarstellers ist ein Unic Verdon (Kipper) mit 11,8 Tonnen Zuladung.[7]
- Das im Film gezeigte Etablissement hieß auch in Wirklichkeit „Atlantic“.
- Nach einer handfesten Auseinandersetzung mit dem an seiner Arbeit gehinderten Bauern und Eigentümer des Drehortes musste die eingangs gezeigte Gesprächsszene im PKW für diesen Drehtag abgebrochen werden.[8]

## Rezeption

### Veröffentlichung
Die Freiwillige Selbstkontrolle der Filmwirtschaft gab Schwarzer Kies am 28. Februar 1961 ohne Feiertagsfreigabe ab 18 Jahren frei.
Nach der Uraufführung, die am 13. April 1961 im EM-Theater in Stuttgart stattfand, legte der Zentralrat der Juden in Deutschland Verwahrung gegen den Film ein und erstattete Strafantrag gegen Regisseur Käutner, Herstellungsleiter Ulbrich sowie Ufa-Chef Theo Osterwind. Aufgrund einer Szene, in der ein ehemaliger KZ-Häftling als Bordellwirt dargestellt und als „Saujud“ beschimpft wird, warf der damalige Generalsekretär des Zentralrats Hendrik van Dam dem Film antisemitische Inhalte vor. Käutner bezeichnete die Vorwürfe als Missverständnis, da er durch die Szene vor aufflackerndem Antisemitismus warnen wollte. Obgleich andere jüdische Organisationen van Dam für sein Vorgehen kritisierten und die Staatsanwaltschaft Düsseldorf bekanntgab, nicht in Sachen Schwarzer Kies zu ermitteln, wurde die beanstandete Passage aus dem Film entfernt.
Nach der inzwischen vierten Prüfung im Jahr 1990 gab die FSK den Film ab 16 Jahren frei. Die ungekürzte Premierenfassung wurde erstmals wieder 2009 im Zeughauskino des Deutschen Historischen Museums aufgeführt.

### Kritiken
Sowohl an den Kinokassen als auch bei zeitgenössischen Filmkritikern konnte Schwarzer Kies nicht an frühere Erfolge des renommierten Regisseurs anschließen.
Die Zeit bezeichnete den Film als „durchschnittlichen Kriminalfilm mit einer langweiligen Polizei.“ Helmut Käutners Meisterhand sei „nur an wenigen Stellen spürbar“. Die Regie sei „effektvoll, üppig, dick aufgetragen“. Die Figuren seinen „keine Menschen – bis auf zwei: Wolfgang Büttner als feiger Komplize des Kiesfahrers, und Anita Höfer als kleines Flittchen.“ „Sehr begabt, aber von der Regie in die Vorlage gepreßt“ seien Helmut Wildt und Ingmar Zeisberg. Dem Kameramann Heinz Pehlke seien aber „im ersten Viertel des Filmes einige ausgezeichnete Milieuaufnahmen“ gelungen.
Der Spiegel kritisierte an dem Film die „allzu aktionsfreudige Geschichte“. Regisseur Käutner sei „sichtlich bemüht“ gewesen, „seinen Film der pessimistischen Härte und dem düsteren Schneid gewisser amerikanischer und französischer Thriller anzunähern.“
Der anlässlich der 8. Westdeutschen Kurzfilmtage Anfang 1962 verliehene „Preis für die schlechteste Leistung eines bekannten Regisseurs“ ging zu gleichen Teilen an die Käutner-Filme Schwarzer Kies und Der Traum von Lieschen Müller. Die Jury „Preis der Jungen Filmkritik“, so wurde mitgeteilt, habe sich nicht darüber klar werden können, welcher der beiden Filme der schlechtere sei.
Das Lexikon des internationalen Films urteilte: „Käutners düstere Moritat bietet krasse Klischees statt kritischer Ansätze.“
Während die zeitgenössischen Kritiken durchaus gemischt waren, finden sich mit zeitlichen Abstand neue Perspektiven auf die Qualitäten dieses Films:

„Helmut Käutners Schwarzer Kies (1961) ist ein einzigartiger Mix aus Milieustudie, Liebesfilm, Arbeiterdrama, Period Piece und Film noir – und wirft Blicke in ein tief gespaltenes Land. (…) Käutner ist mit Schwarzer Kies das seltene Kunststück gelungen, einen Film zu drehen, der gleichermaßen über eine perfekt konstruierte Geschichte und Dramaturgie zu fesseln versteht, wie einen Einblick in eine eigene kleine Welt zu ermöglichen, voller Leben und Geheimnisse, voller reizvoller Gestalten und Geschichten, eigener Regeln des Zusammenlebens und einer gewachsenen Historie. Deutsche Wirklichkeit des Jahres 1961 und Dichtung geben sich hier die Hand in der gemeinsamen Mission der Wahrheitsfindung.“

## Digitalisierung
Die Friedrich-Wilhelm-Murnau-Stiftung digitalisierte den Film und stellte diese Fassung im Vorführformat 4K DCP im Rahmen der Internationalen Filmfestspiele Berlin 2017 (Reihe Berlinale Classics) vor.